# Conus krabiensis
Conus krabiensis é uma espécie de gastrópode do gênero Conus, pertencente a família Conidae.